# Fingerboard

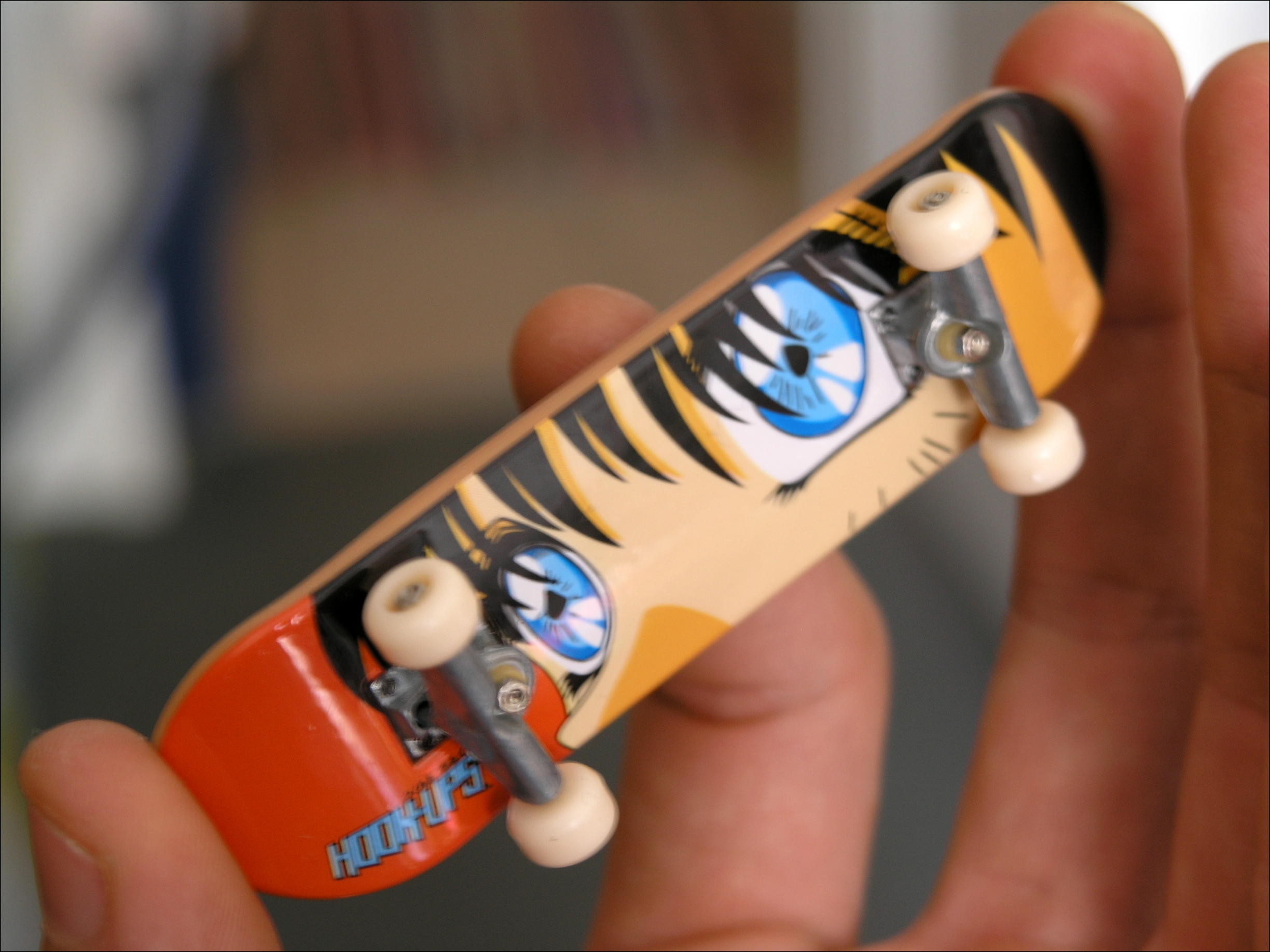
Undersidan på en Tech Deck-fingerboard.

Fingerboard är en skateboard i miniatyr som styrs med pek- och långfingret för att göra olika tricks. Det finns olika tävlingar med professionella utövare och nybörjare. Ramper och andra tillbehör finns att köpa. Fingerboard är som störst i Tyskland där stora tävlingar som Kassel-ost och Fast fingers tar plats. Det har förekommit flera fingerboardtävlingar i Sverige, där den största hittills är vid namn Blackriver Winter Fingerboard Cup. Cupen arrangerades av Coyoteboardstore som ligger i Stockholm, som även tidigare har arrangerat ett par mindre tävlingar. Tech deck är det vanligaste märket men det finns även andra märken som exempelvis Berlinwood, Yellowood, No comply samt Flatface. Det största rampmärket inom fingerboard är det tyska företaget +blackriver-ramps+ som grundades 1999.
En del fingerboards är gjorda av plast, andra av 3-6 lager av trä. BerlinWood, FlatFace och Yellowood är de vanligaste brädorna för proffsåkare.
Fingerboard dök också upp som inslag i Sveriges Televisions barnprogram REA (SVT Barnkanalen) under hösten 2009. Där utgjorde scener med fingerboard och fingerdans (fingerdance) vinjetter och faktainslag. Flera av dem finns också utlagda på Youtube. 